# Vi å pappa
Vi å pappa är en tecknad humorserie skapad av Krister Petersson. 
Serien publicerades först i  Fantomen och senare i 91:an. När seriens skapare Krister Peterssons andra serie Uti vår hage fick en egen tidning började dessa båda serier publiceras i den nya tidningen istället. Numera tecknas serien av Gert Lozell.  
Huvudpersonerna i serien är den ouppfostrade busungen Napoleon Fridolin och hans pappa, som bor i en villa i en förort. Napoleon är en busig unge som ofta ställer till med komiska situationer, som hans pappa sedan måste lösa.